# ترانسيلفانيا
اقليم ترانسيلفانيا (بالرومانية:Transilvania) في قلب رومانيا واحد من أقاليم رومانيا التسعة يعتبر القلب التاريخي لرومانيا، ويضم عدة محافظات رومانية هي:
- براشوف
- البا يوليا
- سيبيو
- بيستريتسا-ناساوود
- كلوج
- كوفاسنا
- هارجيتا
- موريش
- سلاج
- هارغيتا.[1][2][3]

يحتوي هذا الإقليم جزءاً كبيراً من منطقة جبال الكارابات.
كان الإقليم تحت الحُكم العثماني باسم: إمارة الأردل.

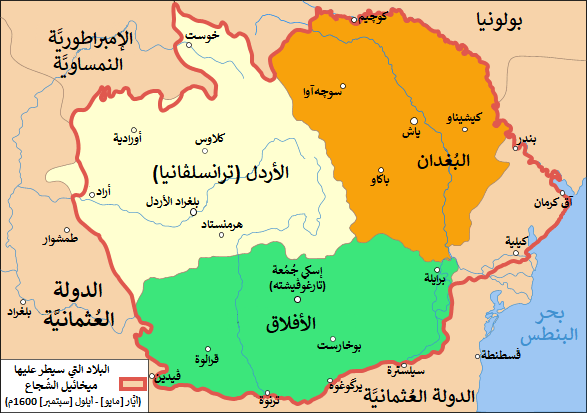
مقاطعات رومانيا الثلاث وتظهر فيها: إمارة الأفلاق (والاشيا) باللون الأخضر، إمارة البغدان (مولدافيا) باللون البرتقالي، وإمارة الأردل (ترانسيلفانيا) باللون الأصفر.

## تاريخيا
في عام 1541م كانت ترانسيلفانيا دولة مستقلة عن الإمبراطورية العثمانية ومُعترف بها، وفي أواخر القرن السابع عشر دخلت تحت سلطة الإمبراطورية النمساوية ثم عاد العثمانيون وسيطروا عليها، وما لبثت في أوائل القرن العشرين أن أصبحت ضمن الأراضي الرومانية. حاليا هناك أصوات تنادي باستقلال الإقليم أو حصوله على حكم ذاتي من قبل المجريين.

## الاسم
كان اسم إقليم ترانسيلفانيا تحت الحُكم العثماني: إمارة الأردل.

## أسطورة
تعتبر ترانسيلفانيا مكان ميلاد دراكولا، الذي صار ڤويڤود (حاكم) الأفلاق (والاتشيا)، الشخصية الخيالية لمصاص الدماء التي ألفها برام ستوكر الروائي الأيرلندي سنة 1897م والتي أساسها شخصية الملك الحقيقي ڤلاد الثالث المخوزِق (1413م-1476م) الروماني الذي يعتبر محرر الأراضي الرومانية، وكان شديداً متعطشاً للدماء غير رحيم في إطار من الوحشية والطغيان أقدم على قتل عشرات الألاف من المدنيين. ويتراوح عدد ضحايا ڤلاد الثالث ما بين 40,000 و 100,000 فرد، يقارب تمامًا العدد الإجمالي لأربعة قرون من قتلى محاربة الساحرات في أوروبا. أثناء حملة السلطان محمد الثاني على الأفلاق ومشاهدته لضحايا ڤلاد الثالث الذين تم إعدامهم وتُركت جثثهم مُعلّقة على الخوازيق ومتروكة في الغابات بطول الطريق المؤدي للأفلاق لإرهاب أعدائه.
|  |  |  |

## معرض صور

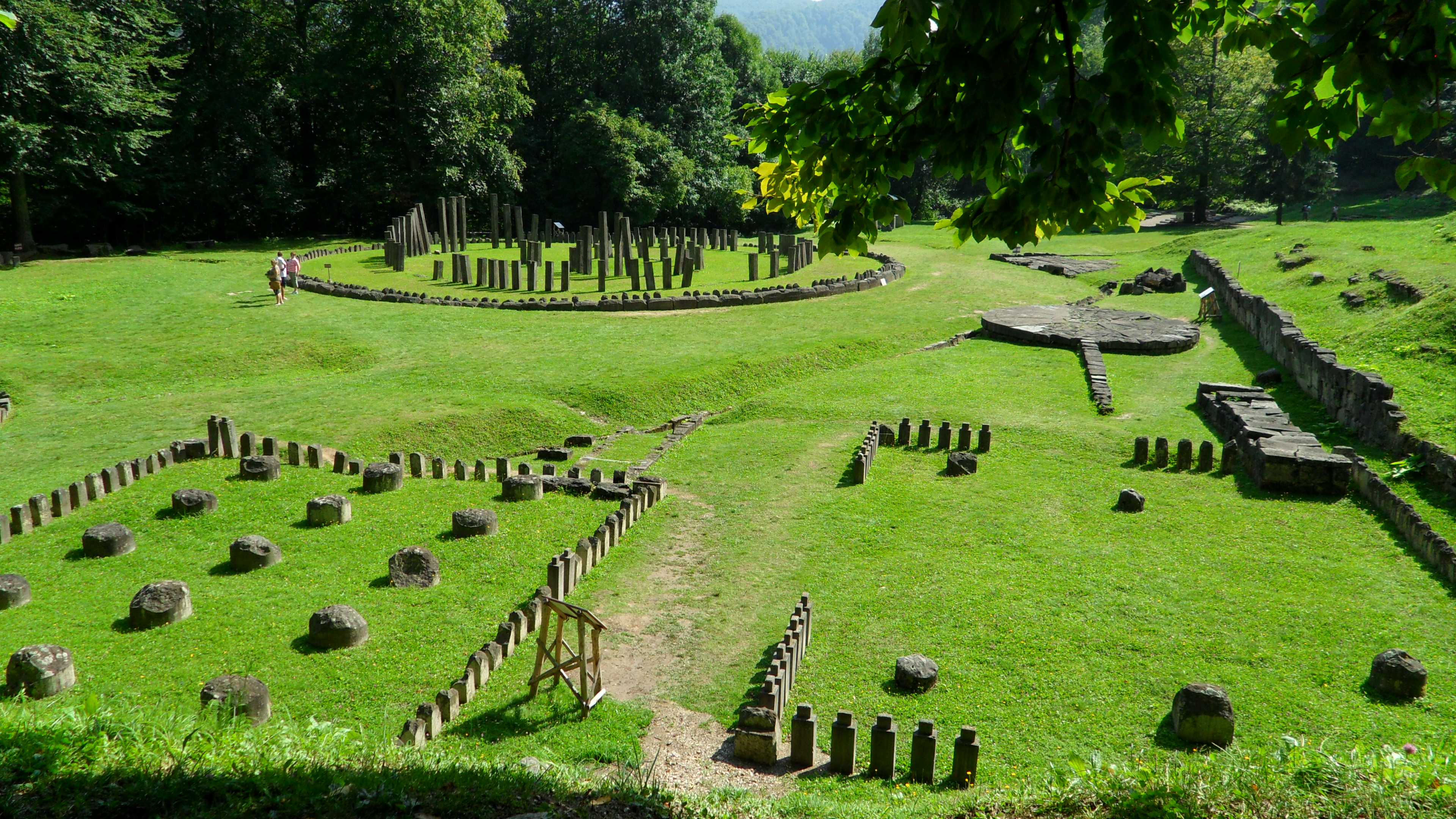
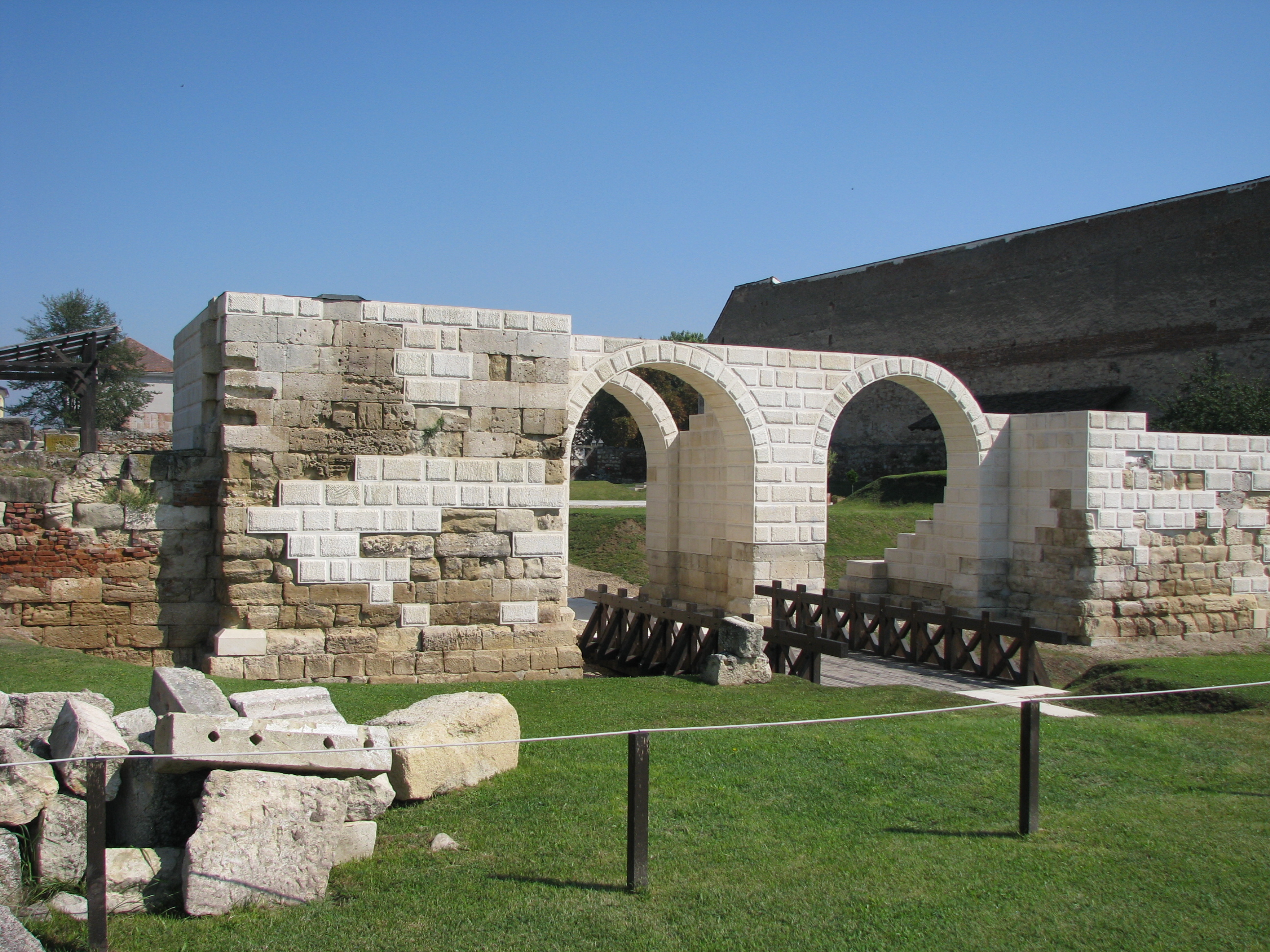
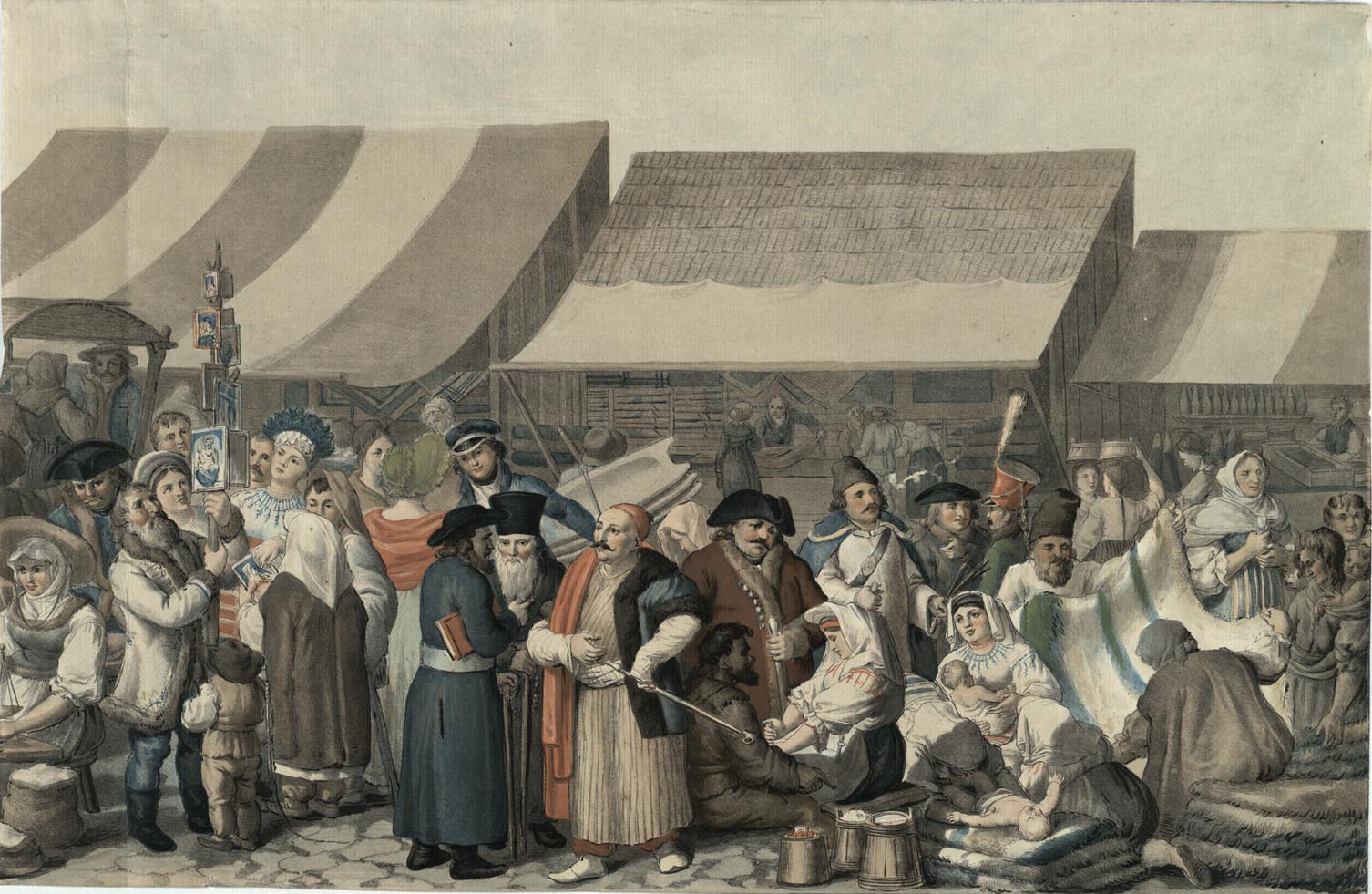

## أعلام
- ألوكارد
- بيتر كلاين
- ألموس
- عليزا بن نون
- إرينا براء
- إيلي كاتارو
- إرنو لاسلو